# 히로사키 네부타

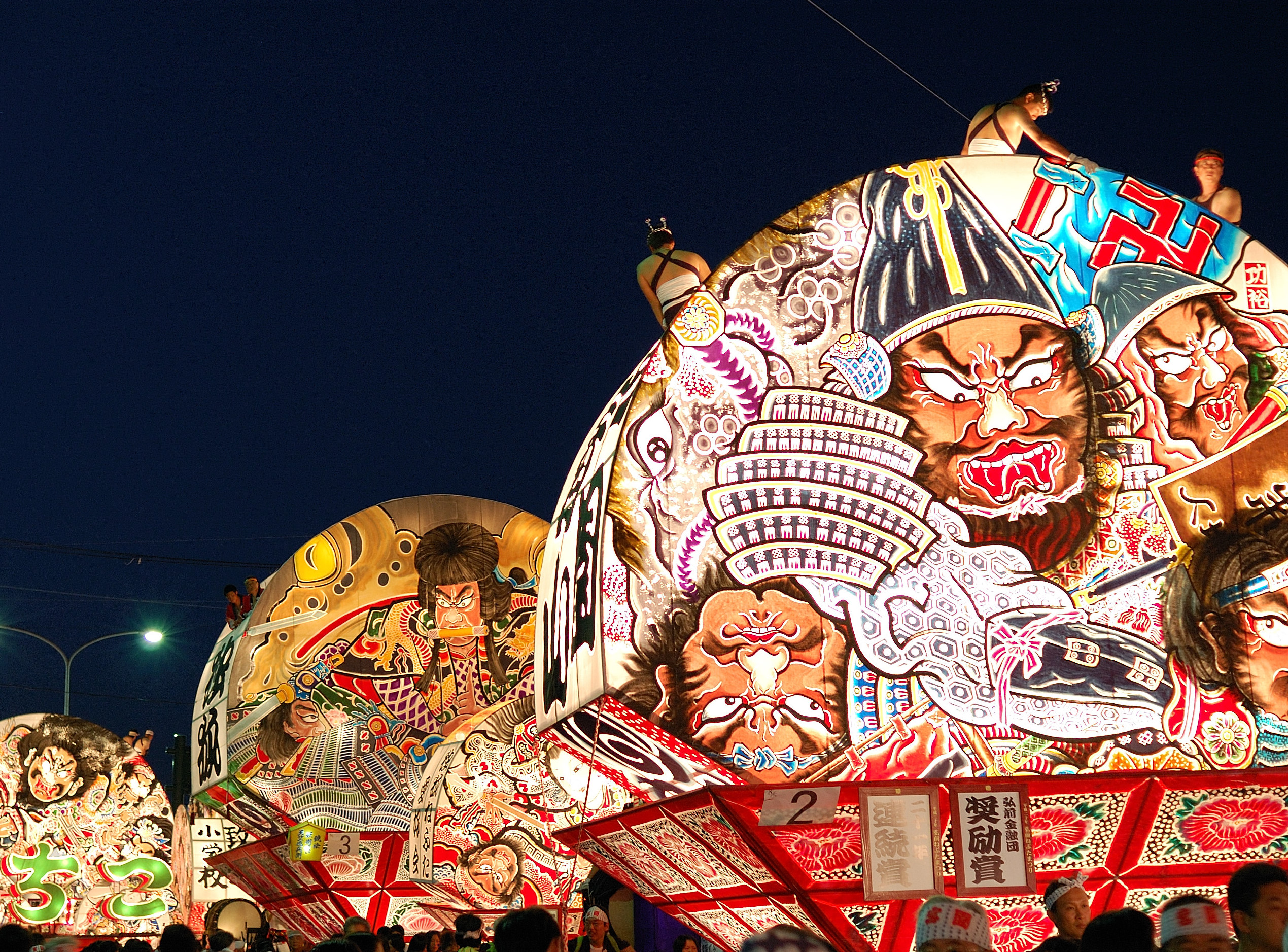
히로사키 네부타

히로사키 네푸타 축제는 아오모리현 히로사키 시에서 개최되는 히로사키 사대축제(히로사키 사쿠라 축제, 네푸타, 히로사키 성 국화와 단풍 축제, 히로사키 성 눈등롱 축제) 중 하나인 여름 축제이다. 축제의 의미는 잠자러 가기전 일본 각지에서 벌어지는 축제이며 농사가 심한 여름철에 엄습하는 졸음을 쫓고 액재와 사악을 물에 흘려 마을 밖으로 내보내는 행사중 하나이다.
수많은 시민들이 야도 구호와 함께 무사 그림이 그려진 수레를 끌고 시내를 행진하고 있다.히로사키 네푸타에는 부채꼴과 조네푸타가 구성되어 있으며 총수 약 80대의 현내 최다의 네푸타가 운행되고 있으며 매년 8월 1일부터 7일까지 열린다.